# Pijnappelsche Poort
De Pijnappelse Poort was een stadspoort in de vestingwerken rond de binnenstad van 's-Hertogenbosch. Het was een onderdeel van de tweede ommuring en is omstreeks 1352 gebouwd. De naam van de poort is afkomstig van de naam van een nabijgelegen woning.
De poort stond in het Hinthamereinde in de wijk De Hofstad in het verlengde van de huidige Hinthamerstraat naar het Hinthamerbolwerk, vlakbij waar tegenwoordig de Watertoren staat.
De poort verloor zijn functie, toen het Hinthamereinde ook ommuurd werd. De Hinthamer Poort zorgde ervoor, dat de Pijnappelsche Poort overbodig werd. De poort werd pas in 1723 gesloopt vanwege de bouwvalligheid.